# Sedm svatyní Abcházie

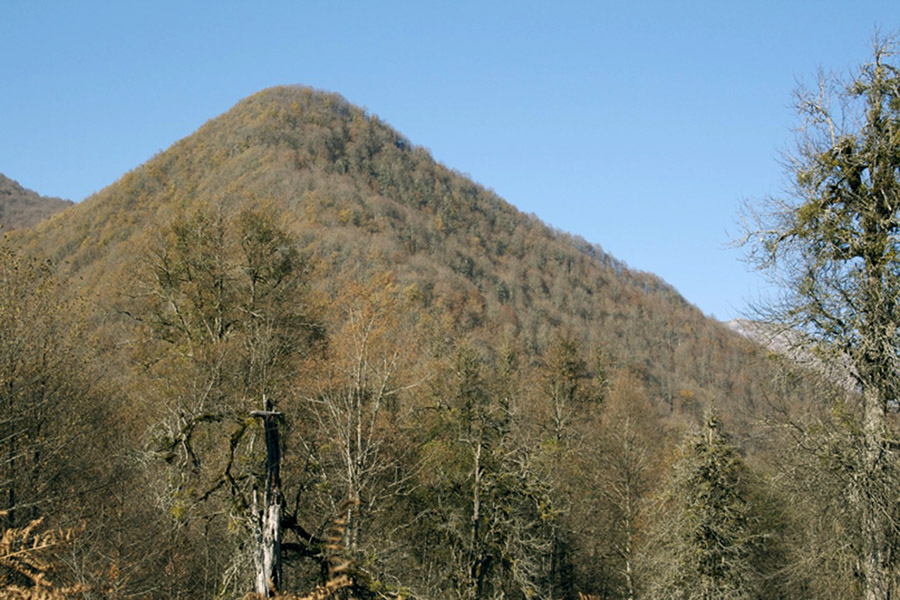
Posvátná hora Inal-Kuba

Sedm svatyní Abcházie (abchazsky Абжьныха, rusky Семь святилищ Абхазии) nebo Sedm svatyní Abchazů je dle Abchazské původní víry sedm posvátných míst na území Abcházie. 
Tato posvátná místa uctívají nejen osoby praktikující původní víru, ale také abchazští křesťané i muslimové. Každou z těchto svatyní má ve své správě jeden abchazský žrecovský rod, například svatyni Dydrypš-nycha spravuje rod Čičba pocházející z rolnického prostředí vesnice Ačandara. Kromě těchto sedmi svatyní, které jsou považovány za celoabchazské, má téměř každý velký abchazský rod svou vlastní malou svatyni (abchazsky ажьыра), která je obvykle určena jen pro příslušníky daného rodu a na uctění jejich předků. Dle abchazské tradice a pověr stihne toho, kdo lže ve svatyni nebo v její blízkosti, trest od vyšších sil. Křivopřísežníci nebo osoby proklínající nespravedlivě druhé dokonce sešlou trest nejen na sebe, ale i na své příbuzné a celý rod tak, že v několika případech dle legend vedl k vymření celého rodu hříšníka, jenž za trest zůstával na světě jako poslední, aby viděl, co se přihodilo kvůli němu jeho blízkým.
Bohoslužeb dle původní víry Abchazů se také účastní i vedení státu. V roce 1992, kdy zuřila gruzínsko-abchazská válka, vedl na hoře Dydrypš-nycha modlitbu osobně vůdce Abchazů Vladislav Ardzinba a žádal ve svatyni o ochranu Abcházie.
Většina Abchazů uznává Dydrypš-nychu jako hlavní svatyni. V moderních dějinách fungovala nepřetržitě pouze tato, a to i v sovětských dobách. Další svatyně byly pozvolna obnovovány s rozpadem SSSR, na hoře Laškendar byla činnost slavnostně obnovena až v polovině 90. let 20. století a Inal-Kuba s Adagua-nychou jsou pořád ještě spíše opuštěné. Dne 3. srpna 2012 se v Suchumi konala ustavující schůze obnovené Rady abchazských žreců.
| Svatyně       | Poloha                                       | Okres           | Žrec (v roce 2012) |
| ------------- | -------------------------------------------- | --------------- | ------------------ |
| Dydrypš-nycha | hora Dydrypš poblíž Ačandary                 | okres Gudauta   | Zaur Čičba         |
| Lych-nycha    | mýtina Lychnašta v centru Lychny             | okres Gudauta   | Sergej Šakryl      |
| Ldzaa-nycha   | poblíž Ldzaavy v katastru města Picundy      | okres Gagra     | Gočua              |
| Inal-Kuba     | hora Inal-Kuba poblíž Pschu                  | okres Suchumi   | ?                  |
| Adagua-nycha  | hora Adagua v katastru obce Cabal            | okres Gulrypš   | ?                  |
| Laškendar     | hora Laškendar poblíž Čchvartalu a Tkvarčalu | okres Tkvarčeli | Šaliko Charčlaa    |
| Elyr-nycha    | v katastru obce Elyr                         | okres Očamčyra  | Galter Šinkuba     |